# Брумат
Брумат (фр. Brumath) насеље је и општина у источној Француској у региону Алзас, у департману Доња Рајна која припада префектури Стразбур Кампањ.
По подацима из 2011. године у општини је живело 9976 становника, а густина насељености је износила 337,71 становника/km². Општина се простире на површини од 29,54 km². Налази се на средњој надморској висини од 145 метара (максималној 189 m, а минималној 136 m).

## Демографија
| 1962. | 1968. | 1975. | 1982. | 1990. | 1999. | 2011. |
| ----- | ----- | ----- | ----- | ----- | ----- | ----- |
| 6.801 | 7.357 | 6.888 | 7.702 | 8.182 | 8.930 | 9.976 |

График промене броја становника у току последњих година